# بوکووا (ناحیه پلزن-جنوبی)
بوکووا (به چکی: Buková) یک منطقهٔ مسکونی در جمهوری چک است که در Plzeň-South District واقع شده‌است. بوکووا ۶٫۱۶ کیلومتر مربع مساحت و ۲۱۱ نفر جمعیت دارد و ۴۴۳ متر بالاتر از سطح دریا واقع شده‌است.

## گالری

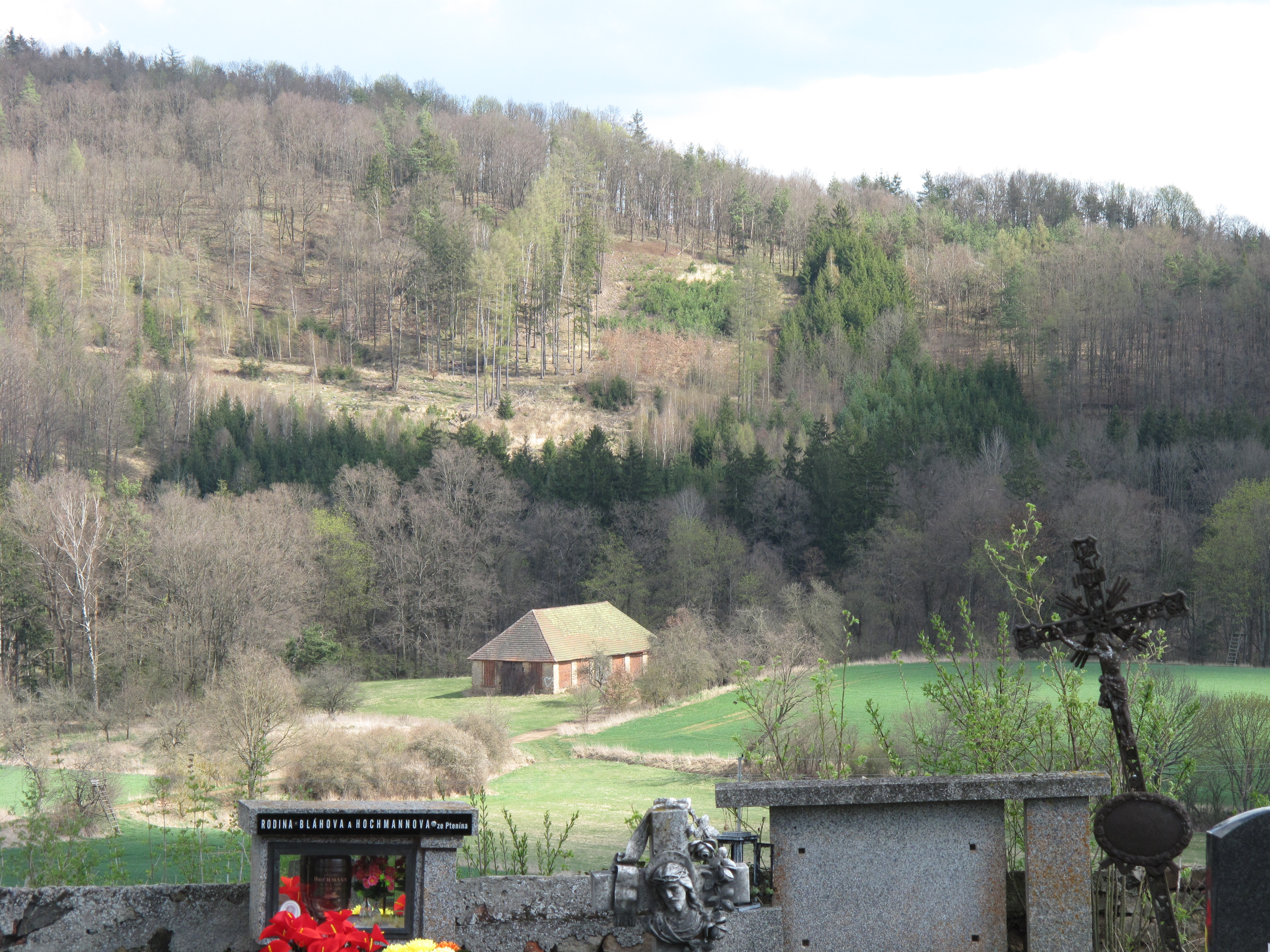
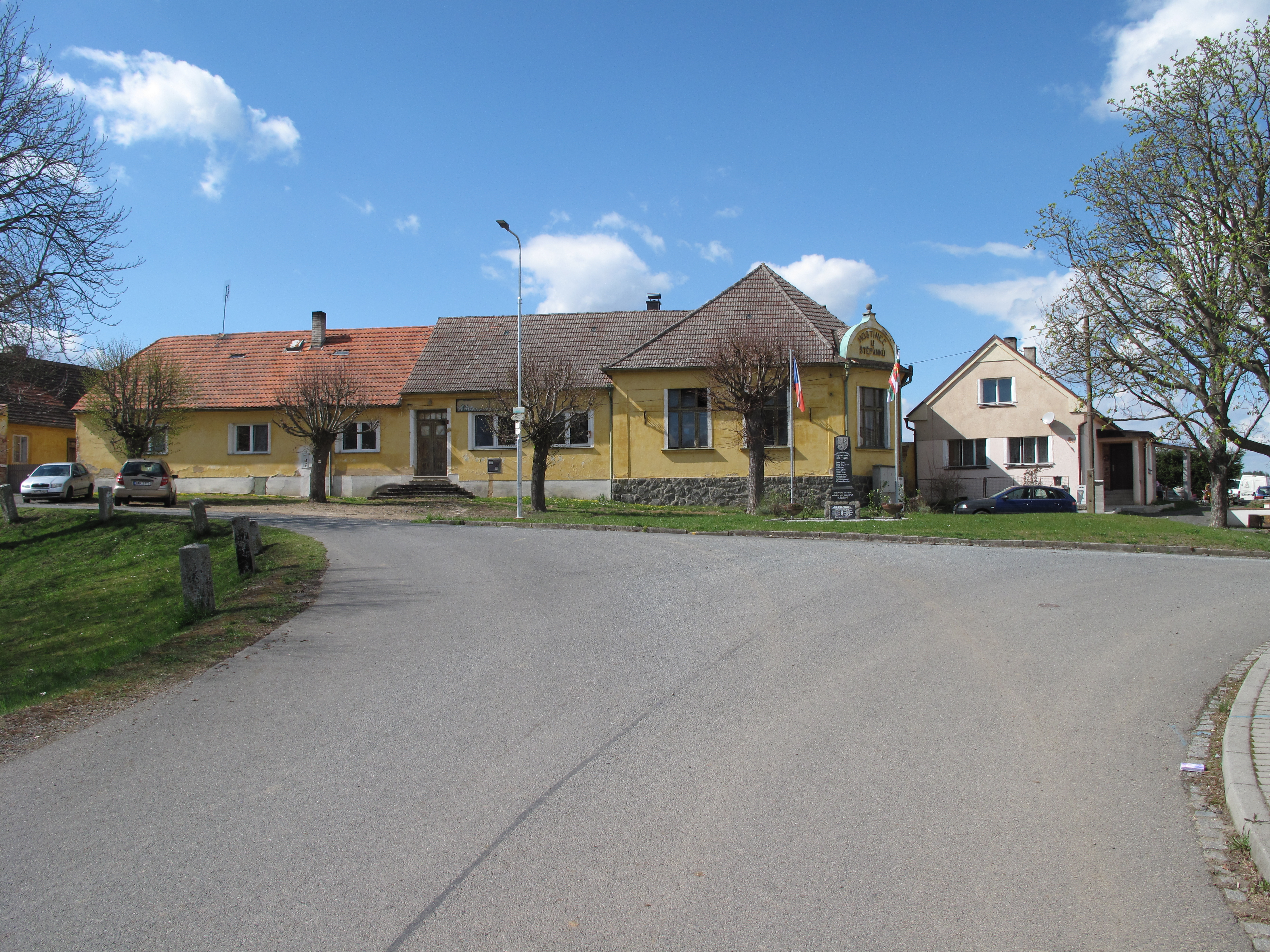
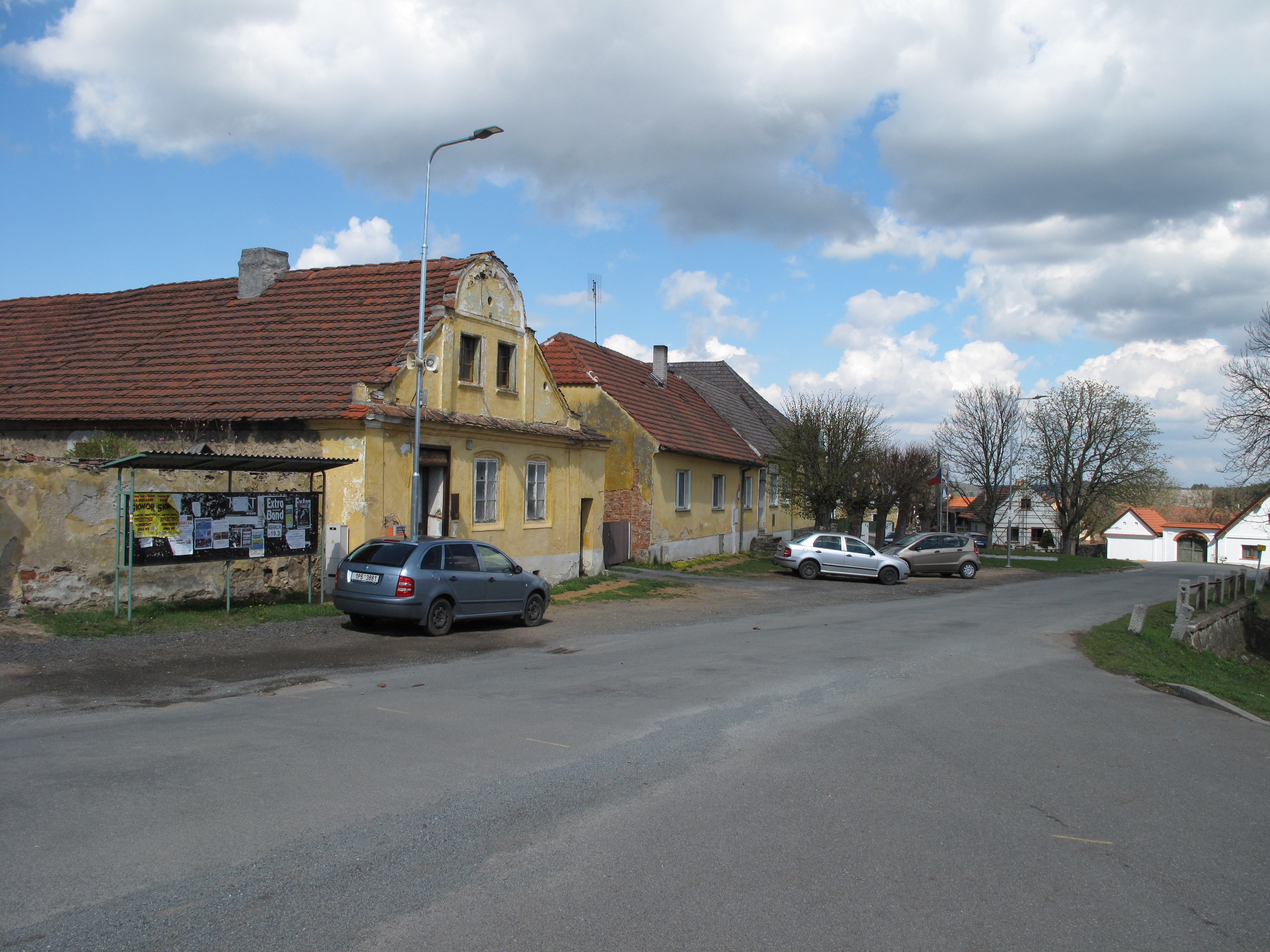